# Opinions juives sur le mensonge
Dans la tradition juive, le mensonge est le plus souvent interdit. Cependant, il est parfois requis dans le cas où il faudrait sauver une vie. 

## Dans le Tanakh
Le Tanakh (Bible hébraïque) interdit le parjure dans au moins trois versets : « Tu ne porteras pas de faux témoignage contre ton prochain », également formulé « Tu ne porteras pas non plus de faux témoignage contre ton prochain » (Deutéronome 5), ainsi que le verset « Éloignez-vous des choses fausses ; et les innocents et les justes ne tuent pas ; car je ne justifierai pas les méchants » (Exode 23). Selon Deutéronome 19, les faux témoins doivent recevoir la même punition que celle qu'ils cherchèrent à infliger injustement à l'accusé. Une interdiction similaire, « Vous ne déroberez point, et vous n'userez ni de mensonge ni de tromperie les uns envers les autres. »(lévitique 19.11), se rapporte aux transactions commerciales. Certains passages condamnent le mensonge d'une manière plus générale : « Celui qui se livre à la fraude n'habitera pas dans ma maison; Celui qui dit des mensonges ne subsistera pas en ma présence » (Psaume 101 : 7), « Il y a six choses que hait l'Éternel, Et même sept qu'il a en horreur ; (17) Les yeux hautains, la langue menteuse, Les mains qui répandent le sang innocent, (18) Le cœur qui médite des projets iniques, Les pieds qui se hâtent de courir au mal, (19) Le faux témoin qui dit des mensonges, Et celui qui excite des querelles entre frères » et « Les lèvres fausses sont en horreur à l'Éternel, Mais ceux qui agissent avec vérité lui sont agréables. » (Proverbes 12). « Le reste d'Israël ne commettra pas d'iniquité, ni ne proférera de mensonges, et aucune langue trompeuse ne se trouvera dans leur bouche » (Zacharie 3), « Ils ont appris à leur langue à dire des mensonges, ils se lassent de commettre l'iniquité » (Jérémie 9).
Pourtant, divers récits mettent en scène des personnages qui mentent, comme Abraham, Isaac, Simeon et Lévi, sans être punis. La Torah n'interdit pas de mentir si personne n'est blessé.

## Dans le Talmud
Le Talmud condamne mensonge et tromperie : « Le Saint, béni soit-Il, hait celui qui dit une chose avec sa bouche et une autre avec son cœur » (Pesahim 113b), ainsi que la fraude dans les affaires : « Comme il y a tort en achetant et en vendant, il y a tort avec les mots. Un homme ne doit pas demander : « Combien coûte cette chose ? s'il n'a pas l'intention de l'acheter » (Bava Metzia 4:10).
Bava Metzia 23b-24a énumère trois exceptions où le mensonge est autorisé,, :
1. Il est permis à un érudit de déclarer qu'il ne connaît pas une partie du Talmud, même s'il est familier (par humilité)
2. Il est permis de mentir en réponse à des questions intimes concernant sa vie conjugale (car de telles choses doivent rester privées)
3. Mentir sur l'hospitalité reçue (pour protéger l'hôte)

Yevamot 65b déclare qu'« il est permis de s'écarter de la vérité afin de promouvoir la paix », et le rabbin Natan soutient en outre que cela est obligatoire. 

## Dans des sources plus tardives
Le principe de sauver une vie constitue, pour la loi juive, une raison de mentir pour sauver une vie, comme refuser un diagnostic à un patient gravement malade  ou dissimuler sa foi juive en période de persécution des juifs. Il peut également être exigé de mentir dans d'autres cas où un commandement positif serait violé en disant la vérité, car les commandements positifs dans le judaïsme ont généralement la priorité sur les négatifs.  Même dans les cas où le mensonge est acceptable, il peut être préférable de dire une semi-vérité. En revanche, le commandement de mentir est le plus souvent interdit, notamment à un enfant (ce qui lui apprendrait que le mensonge est acceptable) et devant les tribunaux. 
Le rabbin Eliyahu Dessler redéfinit la « vérité » comme toute déclaration qui sert Dieu et le « mensonge » comme toute déclaration qui nuit aux intérêts de Dieu. Les réflexions sur le mensonges en sont modifiées ».
Selon le rabbin conservateur Louis Jacobs, « l'axe principal des appels aux Juifs à être véridiques va dans le sens de la vérité morale et de l'intégrité », bien qu'il y ait aussi « une grande importance pour l'honnêteté intellectuelle ». Le rabbin reconstructionniste Fred Scherlinder Dobb a déclaré dans une interview : « Il n'y a aucune justification dans la tradition juive pour les mensonges qui sont soit bâclés, systémiques ou égoïstes... chaque mot que nous prononçons doit refléter nos valeurs, et l'une des plus élevées de celles-ci est la vérité »

## Sources
- (en) Freund, « Lying and deception in the Biblical and post‐Biblical Judaic tradition », Scandinavian Journal of the Old Testament, vol. 5, no 1,‎ 1991, p. 45–61 (DOI 10.1080/09018329108584958)
- (en) Charles Mathewes, Understanding Religious Ethics, John Wiley & Sons, 2010, 124–126 p. (ISBN 978-1-4051-3351-7), « Lying—Judaism »
- (en) Resnicoff, « Lying and Lawyering: Contrasting American and Jewish Law », Notre Dame Law Review, vol. 77,‎ 2002, p. 937–976 (lire en ligne)
- (en) Marcella Bush Trevino, Encyclopedia of Deception, SAGE Publications, 2014, 563–566 p. (ISBN 978-1-4833-8898-4), « Judaism »
- (en) Weiss, « The Ethics of Deception in Biblical Narrative », Journal of Jewish Ethics, vol. 3, no 1,‎ 2017, p. 1-27 (DOI 10.5325/jjewiethi.3.1.0001)